# ضيغب
ضَيْغَب (الاسم العلمي: Speothos)، جنس حيوان لاحم مفترس من الكلبيات يوجد في أمريكا الوسطى والجنوبية. يشمل الجنس كلب الآجام الحي، Speothos venaticus، ونوع منقرضة من العصر الجليدي، Speothos pacivorus. بشكل غير إعتيادي، تم تحديد النوع الأحفوري وتسميته قبل اكتشاف النوع الموجود (الحي)، مما أدى إلى أن يُجعل النوع النمطي للضيغب هو S. pacivorus. S. Pacivorus حجم جسمه الكلي أكبر والضروس السفلية مزدوجة الجذور. أُقترح أن الضيغب نشأ في المرتفعات البرازيلية في وقت ما خلال العصر الجليدي.